# Hemoroid
Hemoroizii sunt structuri sinusoidale din canalul anal care ajută la controlul scaunului. Aceste structuri devin patologice sau hemoroizi când sunt umflate sau inflamate. În starea lor fiziologică, acestea îndeplinesc un rol atenuator, fiind compuse din canale arterio-venoase și țesut conjunctiv.
Simptomele hemoroizilor patologici depind de tipul de hemoroizi. Hemoroizii interni prezintă de obicei sângerare rectală în timp ce hemoroizii externi pot produce puține simptome sau, dacă sunt trombozați, durere puternică și inflamație a zonei anusului. Multe persoane numesc în mod incorect orice simptom ce apare în zona anal-rectală drept „hemoroizi” și cauzele grave ale simptomelor ar trebui excluse. Deși cauza exactă a hemoroizilor rămâne necunoscută, există un număr de factori care sporesc presiunea intraabdominală, în special constipația, despre care se consideră că au un rol în dezvoltarea acestora.
Tratamentul inițial pentru afecțiunea de gravitate ușoară până la moderată constă în sporirea aportului de fibre, lichide administrate oral pentru a menține hidratarea, AINS pentru a diminua durerea și odihnă. Un număr de proceduri minore pot fi executate dacă simptomele sunt grave sau dacă nu se îmbunătățesc prin conduită conservatoare. Chirurgia le este rezervată celor ale căror simptome nu se îmbunătățesc urmând aceste măsuri. Până la jumătate dintre oameni pot avea probleme cu hemoroizii la un moment dat în viață. Rezultatele sunt de obicei bune.

## Semne și simptome

Hemoroid extern în jurul anusului uman

Hemoroizii interni și externi se pot prezenta diferit; însă multe persoane pot avea o combinație a acestor două tipuri de hemoroizi. Sângerarea suficient de puternică încât să cauzeze anemia este rară și sângerările care prezintă pericol pentru viață sunt și mai rare. Multe persoane sunt rușinate când se află în această situație și deseori solicită îngrijiri medicale numai când afecțiunea este într-o stare avansată.

### Externi
Dacă nu sunt trombozați, hemoroizii externi pot cauza puține probleme. Însă, când sunt trombozați, hemoroizii pot fi foarte dureroși. Cu toate acestea, această durere trece în 2 – 3 zile. Edemul însă dispare în câteva săptămâni. După vindecare poate rămâne o papulă. Dacă hemoroizii sunt mari și produc probleme de igienă, aceștia duc la iritații ale pielii din jur și prin urmare la mâncărimi în jurul anusului.

### Interni
Hemoroizii interni apar de obicei cu sângerare rectală nedureroasă, cu sânge de culoare roșu aprins, în timpul defecației sau după aceasta. De obicei sângele acoperă scaunul, o afecțiune numită hematochezie, rămâne pe hârtia igienică sau picură în vasul de toaletă. Scaunul are de obicei o culoare normală. Alte simptome pot include secreții mucoase, o masă perianală dacă apare prolapsul în afara anusului, mâncărime și incontinență fecală. Hemoroizii interni sunt dureroși doar dacă sunt trombozați sau necrozați.

## Cauze
Cauza exactă a hemoroizilor simptomatici este necunoscută. Există un număr de factori despre care se consideră că ar avea un rol: defecație neregulată (constipație sau diaree), lipsa mișcării, factorii nutriționali (dietele cu conținut scăzut de fibre), presiunea intra-abdominală crescută (efort prelungit, ascită, o masă intra-abdominală sau sarcina), genetica, absență valvelor în venele hemoroidale și îmbătrânirea. Alți factori despre care se consideră că ar spori riscul includ obezitatea, statul prelungit în poziție așezată, tusea cronică și disfuncții ale planșeului pelvin. Există însă puține dovezi pentru aceste asocieri.
În timpul sarcinii, presiunea aplicată de făt pe abdomen și modificările hormonale produc mărirea vaselor hemoroidale. Nașterea duce de asemenea la presiune intra-abdominală mărită. Femeile însărcinate au nevoie rareori de tratament chirurgical, deoarece simptomele dispar de obicei după naștere.

## Fiziopatologie
Pernele hemoroidale fac parte din anatomia umană normală și devin o afecțiune patologică doar când suferă modificări anormale. Există trei perne principale prezente în canalul anal normal. Acestea sunt amplasate în mod normal pe partea laterală stânga, partea anterioară dreapta și partea posterioară dreapta. Acestea nu sunt compuse din artere sau vene ci din vase de sânge numite sinusoide, țesut conjunctiv și musculatură netedă. Sinusoidele nu au țesut muscular în pereți, precum venele. Acest set de vase de sânge este cunoscut ca plexul hemoroidal.
Pernele hemoroidale sunt importante pentru continența fecală. Acestea contribuie la 15–20% din presiunea de închidere a anusului în stare de repaus și protejează mușchii sfincterului anal în timpul trecerii scaunului. Când o persoană se apleacă, presiunea intra-abdominală crește și pernele hemoroidale se măresc, ajutând la menținerea anusului închis. Se consideră că simptomele aferente hemoroizilor apar când aceste structuri alunecă în jos sau când presiunea venoasă este excesiv de mare. Presiunea crescută în sfincterul anal ar putea fi și ea implicată în simptomele hemoroizilor. Există două tipuri de hemoroizi: interni de la plexul hemoroidal superior și externi de la plexul hemoroidal inferior. Linia pectinee desparte cele două regiuni.

## Diagnostic
| Gradul | Diagramă | Imagine            |
| ------ | -------- | ------------------ |
| 1      |          | Vedere endoscopică |
| 2      |          |                    |
| 3      |          |                    |
| 4      |          |                    |

Hemoroizii sunt diagnosticați de obicei prin consult fizic. O examinare vizuală a anusului și a zonei înconjurătoare poate diagnostica hemoroizii externi sau prolabați. Poate fi efectuat un consult rectal pentru a detecta tumori rectale, polipi, prostata mărită sau abcese. S-ar putea ca acest consult să nu poată fi executat fără sedare corespunzătoare din cauza durerii, deși majoritatea hemoroizilor interni nu sunt asociați cu durerea. Confirmarea vizuală a hemoroizilor interni poate necesita o anoscopie, efectuată cu un dispozitiv cu tub gol cu o lumină atașată la un capăt. Există două tipuri de hemoroizi: externi și interni. Aceștia sunt diferențiați de poziția lor în raport cu linia pectinee. Unele persoane pot avea în același timp ambele versiuni simptomatice. Dacă există durere, afecțiunea este cel mai probabil o fisură anală sau un hemoroid extern și nu unul intern.

### Interni
Hemoroizii interni sunt cei de deasupra liniei pectinee. Sunt acoperiți de epiteliu columnar care nu conține receptori de durere. Aceștia au fost clasificați în 1985 în patru clase, pe baza gradului de prolaps.
- Clasa I: Fără prolaps. Vase de sânge proeminente.[13]
- Clasa II: Prolaps la efort însă se retrag spontan.
- Clasa III: Prolaps la efort și necesită reducție manuală.
- Clasa IV: Prolabați și nu pot fi reduși manual.

### Externi

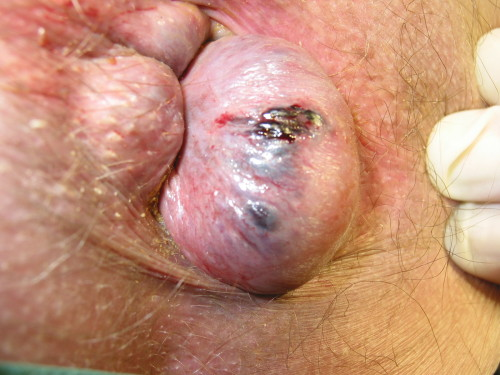
Un hemoroid extern trombozat

Hemoroizii externi sunt cei de sub linia pectineală sau creasta pectinee. Aceștia sunt acoperiți proximal de țesut anal și distal de piele, amândouă fiind sensibile la durere și temperatură.

### Diferențial
Multe probleme anorectale, inclusiv fisurile, fistulele, abcesele, cancerul colorectal, varicele rectale și mâncărimea au simptome similare și pot fi numite în mod incorect hemoroizi. Poate avea loc și sângerare rectală produsă de cancerul colorectal, colită, inclusiv boala inflamatorie intestinală, boala diverticulară și angiodisplazia. Dacă este prezentă și anemia, trebuie luate în considerare alte cauze potențiale.
Alte afecțiuni care produc o masă anală includ: papulele, negii anali, prolapsul rectal, polipii și papilele anale mărite. Varicele anorectale produse de hipertensiunea portală (presiunea sângelui din sistemul venos portal) pot fi asemănătoare cu hemoroizii însă reprezintă o afecțiune diferită.

## Prevenție
Sunt recomandate un număr de măsuri de prevenție, inclusiv evitarea încordării în timpul defecării, evitarea constipației sau a diareei printr-o dietă cu un conținut mare de fibre și consumul unei cantități suficiente de lichide și administrarea de suplimente de fibre și mișcarea fizică. Se recomandă de asemenea petrecerea unei perioade mai scurte în timpul defecării, evitarea cititului pe toaletă,, pierderea în greutate în cazul persoanelor supraponderale și evitarea ridicării de obiecte grele.

## Gestionare

### Tratamentul conservator
Tratamentul conservator constă în mod normal dintr-o nutriție bogată în fibre dietetice, consumul de lichide pe cale orală pentru a menține hidratarea, medicamente antiinflamatoare nesteroidiene (AINS), băi de șezut și odihnă. S-a dovedit că creșterea consumului de fibre a îmbunătățit rezultatele, și poate fi obținută prin modificarea dietei sau consumul de suplimente de fibre. Lipsesc însă dovezile că ar exista beneficii în urma băilor de șezut, în orice moment al tratamentului. Dacă se recurge la acestea, trebuie limitate la 15 minute.
Deși există numeroase unguente și supozitoare pentru tratamentul hemoroizilor, există puține dovezi care să susțină utilizarea lor. Unguentele cu steroizi nu trebuie utilizate mai mult de 14 zile deoarece pot duce la subțierea pielii. Majoritatea unguentelor includ o combinație de ingrediente active. Acestea pot include: o cremă barieră cum ar fi vaselina sau oxidul de zinc, un unguent analgezic cum ar fi lidocaina și un vasoconstrictor cum ar fi epinefrina. Flavonoidele au beneficii îndoielnice, și potențiale efecte secundare. Simptomele dispar de obicei după sarcină; prin urmare tratamentul activ este amânat deseori până după naștere.

### Proceduri
Pot fi efectuate mai multe proceduri în cabinetul doctorului. Deși în general sunt sigure, pot apărea efecte secundare rare și grave, cum ar fi septicemia perianală.
- Ligatura cu benzi elastice este recomandată în general ca prim tratament în cazul celor cu o afecțiune între clasele 1-3.[13] Este o procedură prin intermediul căreia se aplică benzi de elastic pe un hemoroid intern, la cel puțin 1 cm deasupra liniei pectinee, pentru a întrerupe alimentarea cu sânge. În 5–7 zile hemoroidul atrofiat va cădea. Dacă banda este aplicată prea aproape de linia pectinee, va apărea imediat o durere intensă.[5] Randamentul tratamentelor a fost de circa 87 %[5] cu o rată a complicațiilor de până la 3 %.[13]
- Scleroterapia implică injectarea unui agent de sclerozare, cum ar fi fenolul, în hemoroid. Acest lucru duce la colabarea pereților venei și hemoroizii se atrofiază. Rata de succes la patru ani după tratament este de ~70%[5], fiind mai mare decât cea a ligaturii cu bandă de cauciuc.[13]
- S-au dovedit a fi eficiente și unele metode de cauterizare în cazul hemoroizilor, însă sunt utilizate de obicei numai când toate celelalte metode au eșuat. Această procedură poate fi executată utilizând electrocauterizarea, radiațiile cu infraroșu,chirurgia laser[5] sau criochirurgia.[21] Cauterizarea cu infraroșu poate fi o opțiune pentru afecțiunea de clasa 1 sau 2.[13] În cazul celor cu o afecțiune de gradul 3 sau 4, ratele de recidivă sunt mari.[13]

### Chirurgie
Pot fi utilizate un număr de tehnici chirurgicale dacă gestionarea conservatoare și procedurile simple eșuează. Toate tratamentele chirurgicale sunt asociate cu un anumit grad de complicații cum ar fi sângerarea, infecția, strictura anală și retenția urinară, din cauza proximității rectului față de nervii care alimentează vezica. Mai există de asemenea riscul redus de incontinență fecală, în special în ceea ce privește lichidul, cu frecvențe raportate între 0 % și 28 %. Ectropionul mucoasei este o altă afecțiune care poate apărea după hemoroidectomie (deseori asociat cu stenoză anală). În acest caz mucoasa anală iese din anus, asemănător cu o formă foarte ușoară a prolapsului rectal.
- Hemoroidectomia excizională este o excizie chirurgicală a hemoroidului, utilizată în principal doar în cazurile grave.[5] Este asociată cu durere postoperatorie semnificativă și necesită de obicei 2–4  săptămâni pentru recuperare.[5] Însă există beneficii mai mari pe termen lung în cazul celor cu hemoroizi clasa 3, în comparație cu ligatura cu bandă de cauciuc.[25] Este tratamentul recomandat în cazul celor cu hemoroizi externi trombozați dacă este efectuat în 24–72 ore.[9][13] Unguentul cu trinitrat de gliceril, aplicat după procedură, ajută la ameliorarea durerii și vindecare.[26]
- Dearterializarea transanală hemoroidală ghidată prin Doppler este un tratament minim invaziv, utilizând un doppler cu ultrasunete pentru localizarea precisă a fluxului de sânge arterial. Aceste artere sunt apoi "legate" și țesutul prolabat este suturat în poziție normală. Are o frecvență a recidivei puțin mai mare, însă prezintă mai puține complicații în comparație cu hemoroidectomia.[5]
- Hemoroidectomia capsată, numită și hemoroidopexie capsată, este o procedură care implică îndepărtarea majorității țesutului hemoroidal cu dimensiuni anormal de mari, urmată de repoziționarea țesutului rămas în poziția sa anatomică. Este în general mai puțin dureroasă și este asociată cu o vindecare mai rapidă în comparație cu îndepărtarea completă a hemoroizilor.[5] Însă probabilitatea recidivei hemoroizilor simptomatici este mai mare decât în cazul hemoroidectomiei convenționale[27] și prin urmare este recomandată doar pentru afecțiunile de clasa 2 sau 3.[13]

## Epidemiologie
Determinarea frecvenței hemoroizilor este dificilă deoarece multe persoane cu această afecțiune nu solicită sfatul medicului. Însă se consideră că hemoroizii simptomatici afectează cel puțin 50 % din populația SUA la un moment dat al vieții și în jur de ~5 % din populație este afectată în mod cronic. Amândouă sexele sunt afectate în egală măsură de afecțiune cu o frecvență mai mare între 45 și 65  de ani. Sunt mai comuni în cazul persoanelor caucaziene și al celor cu un statut socioeconomic înalt. Rezultatele pe termen lung sunt în general bune, deși unele persoane pot avea episoade simptomatice recurente. Doar un procentaj mic de persoane au nevoie de chirurgie.

## Istoric

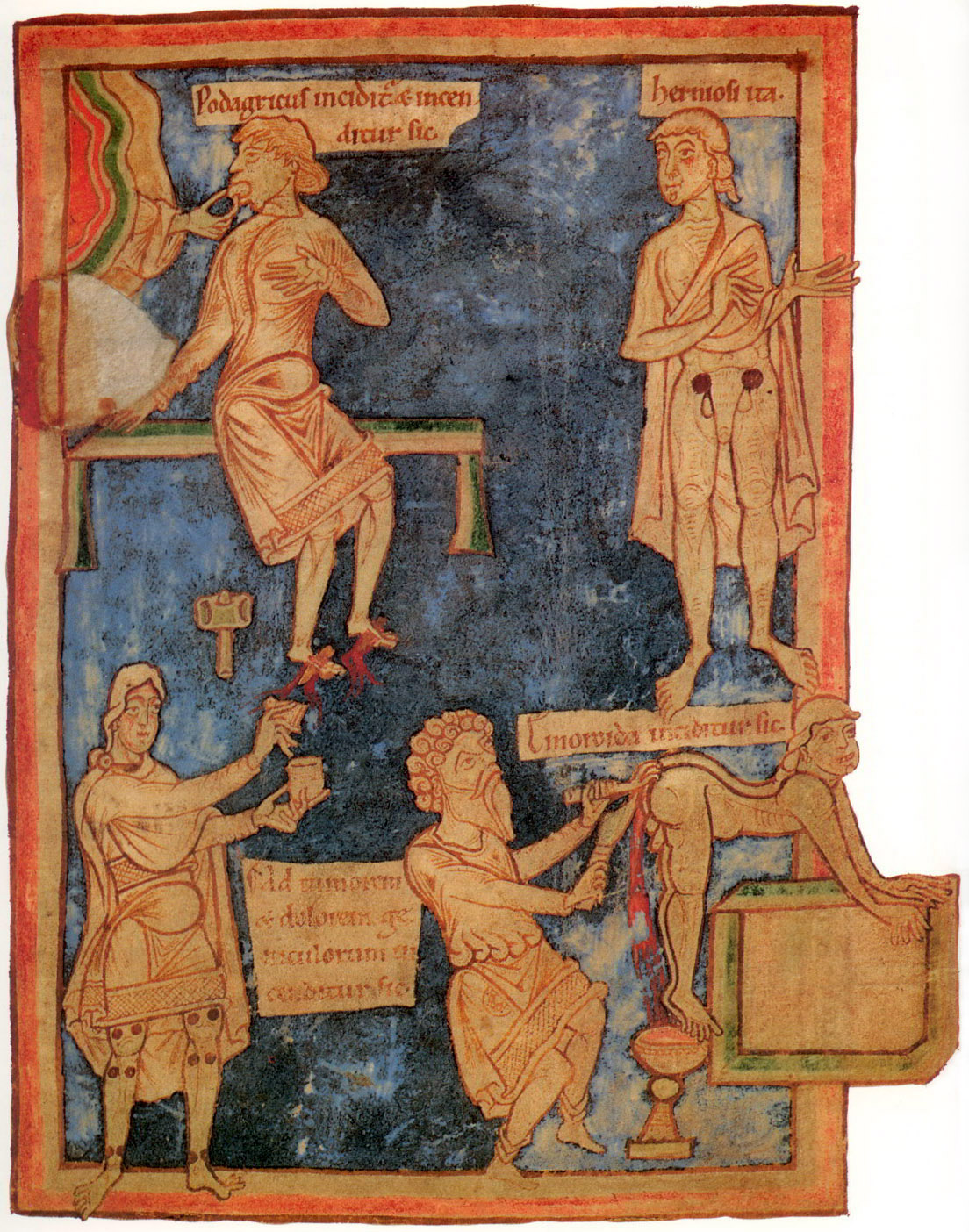
Miniatură engleză din secolul al XI-lea. În partea dreaptă este reprezentată o operație pentru îndepărtarea hemoroizilor.

Prima mențiune cunoscută a acestei afecțiuni este dintr-un papirus egiptean din 1700 î.e.n., care afirmă:
“… Trebuie prescrisă o rețetă, un unguent cu o capacitate mare de protecție; frunze de acacia, măcinate, pisateși fierte împreună. Ungeți o fâșie de pânză fină cu amestecul și introduceți în anus, pentru recuperare imediată". În 460 î.e.n., Corpusul hipocratic discută un tratament asemănător ligaturii moderne cu bandă de cauciuc:
“Și hemoroizii de acest fel pot fi tratați prin fixarea lor cu un ac și legarea lor cu un fir foarte gros din lână, pentru aplicare și nu trebuie îndepărtat până când aceștia cad și trebuie întotdeauna să rămână unul; și când pacientul se recuperează, acesta trebuie să urmeze un tratament cu spânz.” Hemoroizii au fost descriși și în Biblie.
Celsus (25 BC – AD 14) a descris procedurile de ligatură și excizie și a discutat posibilele complicații. Galen a susținut tăierea conexiunii arterelor la vene, afirmând că reduce și durerea și răspândirea cangrenei. Susruta Samhita (secolul IV-V e.n. ) afirmă lucruri asemănătoare cu cuvintele lui Hipocrat, însă subliniază importanța curățeniei rănii. În secolul 13, chirurgii europeni cum ar fi Lanfranc din Milano, Guy de Chauliac, Henri de Mondeville și John Arderne au făcut progrese mari în ceea ce privește tehnicile chirurgicale.
Prima utilizare a cuvântului "hemoroid" în engleză este atestată în 1398, cuvântul fiind derivat din "emorroides" din franceza veche, din cuvântul latin "hæmorrhoida -ae", preluat la rândul său din greacă din "αἱμορροΐς" (haimorrhois), "pasibil să verse sânge", din "αἷμα" (haima), "sânge" + "ῥόος" (rhoos), "curent, flux, curs", preluat din "ῥέω" (rheo), "a curge, a șiroi".

## Cazuri faimoase
Jucătorul de baseball din Hall-of-Fame George Brett a fost eliminat dintr-un joc din Campionatul Mondial din 1980 din cauza durerii provocate de hemoroizi. După o operație minoră, Brett a jucat în următorul meci, glumind "... am dat problemele la spate." Brett a mai suferit o operație pentru hemoroizi în primăvara următoare. Comentatorul politic conservator Glenn Beck a suferit o operație pentru hemoroizi, descriind ulterior experiența sa neplăcută într-un videoclip din 2008 YouTube cu audiență mare.

## Legături externe
Materiale media legate de Hemoroid la Wikimedia Commons
- Hemoroid pe Curlie